# Abra (mollusque)
Pour les articles homonymes, voir Abra.
Genre
Abra est un genre de mollusques bivalves de petite taille dont la coquille est fine et de couleur généralement blanche.

## Liste des espèces
N.B. : cette liste est probablement incomplète.
- Abra aequalis (Say, 1822).
- Abra alba (Wood, 1815).
- Abra californica Kundsen, 1970.
- Abra lioica (Dall, 1881).
- Abra longicallis Sacchi, 1836.
- Abra nitida (O. F. Mueller, 1776).
- Abra pacifica Dall, 1915.
- Abra prismatica (Montagu, 1808).
- Abra profundorum E. A. Smith, 1885.
- Abra tenuis (Montagu, 1818).
- Abra tepocana Dall, 1915.